# William Henry Davies

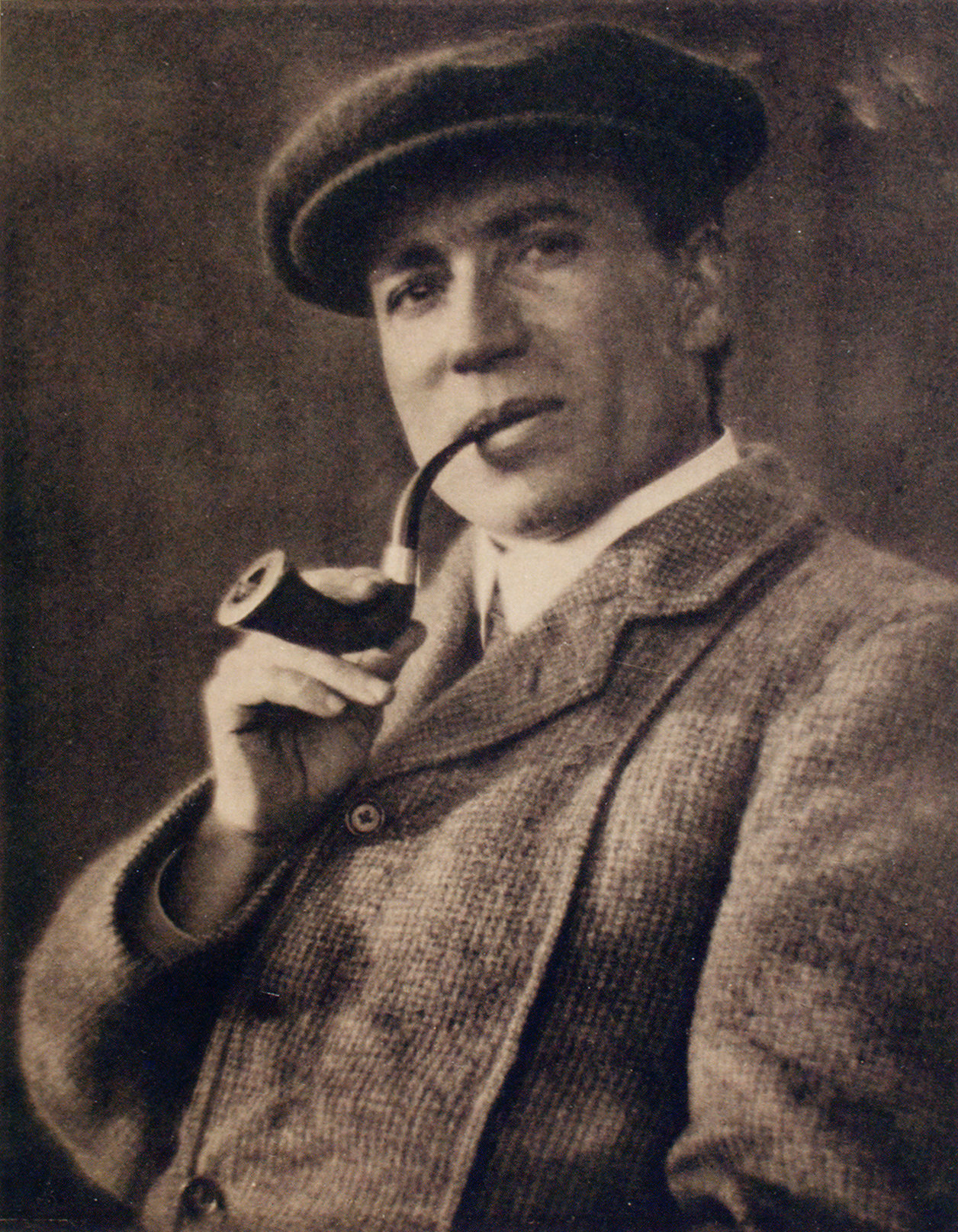
William Henry Davies (1913)

William Henry Davies (* 3. Juli 1871 in Newport, Wales; † 26. September 1940 in Nailsworth, Gloucestershire, England) war ein walisischer Lyriker.

## Leben
Der Waliser William Henry Davies wurde in ärmliche Verhältnisse geboren. Zwei Jahre nach seiner Geburt starb sein Vater. Seine Mutter heiratete zum zweiten Mal und verließ Davies und seine zwei Geschwister, die von den Großeltern adoptiert wurden. Davies schloss sich als Jugendlicher einer Newporter Diebesbande an, wurde aber bald schon beim Diebstahl von Parfümflaschen ertappt und bestraft. Er verließ daraufhin vorzeitig die Schule, um eine Lehre zum Werkzeugmacher zu beginnen, bevor er später als Bilderrahmenmacher arbeitete.
Aber Davies war mit dem Leben in Newport unzufrieden und emigrierte im Alter von 22 Jahren in die USA. Hier lebte er teilweise als Landstreicher (Tramp), Matrose und Gelegenheitsarbeiter. Nachdem Davies ein Bein verlor, als er versuchte, auf einen fahrenden Zug aufzuspringen, kehrte er nach Großbritannien zurück. Unfähig, körperliche Arbeit zu verrichten, fing Davies an zu schreiben.
George Bernard Shaw arrangierte die Veröffentlichung seines ersten Werkes, The Soul’s Destroyer, dem nach kurzer Zeit The Autobiography of a Super-Tramp (dt. Supertramp. Autobiographie eines Vagabunden) folgte. Letzterer Roman, nach dem sich später die bekannte Rockband Supertramp benannte, basierte auf Davies Erlebnissen in den USA und etablierte Davies als Autor von internationaler Reputation. Davies schrieb noch eine Reihe weiterer Novellen und Gedichtbände.
Seine wohl bekanntesten Zeilen entstammen dem Gedicht Leisure:
„What is this life if, full of care
 We have no time to stand and stare.“
1923 heiratete Davies die 30 Jahre jüngere ehemalige Prostituierte Helen Payne. Im Roman Young Emma, der erst 1980 veröffentlicht wurde, beschrieb der Autor offen, wie es zu dieser ungewöhnlichen Beziehung kam. Davies und seine Frau lebten zurückgezogen in Sussex und später in Gloucestershire. 1938 wurde der Autor von seiner Heimatstadt für sein Lebenswerk geehrt. Bei der Enthüllung einer Ehrenplakette im Church House Inn in Newport hatte Davies, dessen Gesundheitszustand sich verschlechterte, seinen letzten öffentlichen Auftritt. W. H. Davies starb im Jahre 1940 im Alter von 69 Jahren.

## Werke
- The Soul’s Destroyer (1905)
- New Poems (1907)
- The Autobiography of a Super-Tramp (1908)
  - dt. Supertramp. Autobiographie eines Vagabunden
- Nature Poems (1908)
- Farewell to Poesy and Other Pieces (1910)
- Beiträge in den Sammelbänden Georgian Poetry 1911–12 (1912), 1913–15 (1915), 1916–17 (1917), 1918–1919 (1919), 1919–22 (1922)
- Songs of Joy and Others (1911)
- Collected Poems (1916)
- A Poet’s Pilgrimage (1918)
- Forty New Poems (1918)
- Selected Poems (1923)
- Secrets (1924)
- Later Days (1925)
- A Poet’s Alphabet (1925)
- The Song of Love (1926)
- The Adventures of Johnny Walker – Tramp (1926)
- A Poet’s Calendar (1927)
- Forty-Nine Poems (1928)
- My Garden (1933)
- The Poems of W. H. Davies (1940)
- Common Joys and Other Poems (1941)
- The Essential W. H. Davies (1951)
- Young Emma (1980)